# Kala Lagaw Ya
Kala Lagaw Ya (ett flertal alternativa namn, se nedan) är ett språk som talas på flera västra och centrala öar i Torressundöarna i Queensland, Australien. Det har det högsta antalet talare av något australiskt språk med mellan 3000 och 4000 talare. 

## Namn
Språket kallas för andra namn förutom Kala Lagaw Ya,  varav de flesta praktiskt taget är namn på dialekter:
Kalaw Kawaw Ya, Kalau Kawau Ya, Lagaw Ya, Kala Lagaw Langgus, Kala Lagau Langgus, Kalaw Lagaw Ya, Langus, Kawalgaw Ya, Kowrareg, Kulkalgau Ya, Mabuiag (namnet på öarna där det talas), Westen eller West Torres eller western Torres Strait, till skillnad från Isten eller East Torres, vilket är ett Meriam språk, Yagar Yagar. 
När talare kommunicerar med varandra brukar de referera till språket som Langgus eller Ngalpan Ya 'Eget talsätt'.

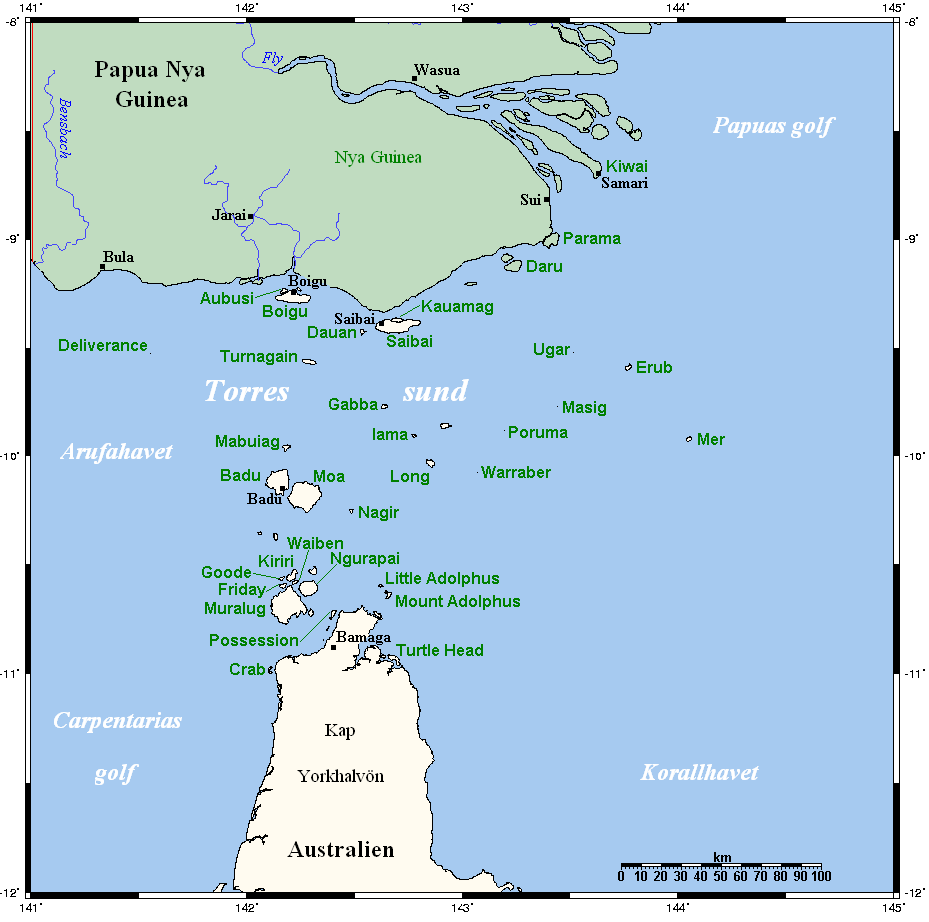
Torressundöarna

## Geografisk indelning
Kala Lagaw Ya talas på alla Torres sunds västra och centrala öar, mellan Papua Nya Guinea och Australiens fastland, dock har det nu på vissa öar ersatts av Broken (Torres Strait Creole English). 
Före kolonisering under 1870- och 1880-talen talades språket på alla de centrala och västra öarna och var ett stort lingua franca i området mellan Australien och Papua. 
Andra språk som talas på Torressundöarna är Meriamspråket (kallas också för East Torres) och Torressundskreol.

## Klassificering
Kala Lagaw Ya anses vanligtvis vara ett australiskt språk inom den pama-nyunganska språkgruppen. Däremot anser vissa att det är ett papuanskt språk med australiskt substratum. Dock är deras resonemang otydligt. Mitchell 1995 har framställt bevis på att det är ett blandat språk med både australisk och papuansk bakgrund och med ett austronesiskt överdrag. Emellertid är de grundläggande egenskaperna australiska.

## Dialekter
Det finns fyra huvuddialekter, av vilka är två troligen är nära att bli utrotade. Inom dialekterna finns en eller två underdialekter. Det genomsnittliga procentet av ömsesidig förståelse mellan dialekterna ligger på cirka 97 %. 
Norra dialekten: Kalau Kawau Ya - Saibai (Saibai-by och Aith), Dauan, Boigu (också Bamaga/Seisia på Kap Yorkhalvön) 
Västra dialekten : Kala Lagaw Ya - Mabuiag och Badhu 
Östra dialekten (Den centrala ödialekten) : Kulkalgau Ya - Nagi, Yama, Waraber, Puruma, Masig 
Södra dialekten (Sydvästra öarna) : Kawalgau Ya [Kauraregau Ya] - Muralag, Koeriri samt övriga öar inom Torsdagsögruppen, Mua. 
Den södra dialekten delar vissa egenskaper med den norra dialekten som uppvisar nära släktskap och Muralags muntligt överförda historia vil
kolet speglas i och att ättlingarna till Kowraregfolket (Hiamo) ursprungligen kom från Dharu (Daru ligger i nordöstra Torres sund).

## Pronomen
Nedan finns en jämförelse mellan Kala Lagaw Yas pronomen och de som har rekonstruerats för Proto-Pama-Nyunganska, såväl som Meriams och Gizras pronomen (ett språk som talas i Papua Nya Guinea), från Evans (2005).
|                  | Proto-Pama-Nyungan  | Kala Lagaw Ya                                    | Kulkalgau Ya                             | Kawalgau Ya                                 | Kalau Kawau Ya                                        | Meriam   | Gizra  |  |
| ---------------- | ------------------- | ------------------------------------------------ | ---------------------------------------- | ------------------------------------------- | ----------------------------------------------------- | -------- | ------ |  |
| jag              | ngayi (erg. ngaylu) | ngay (erg. ngath[a], ack. ngœna)                 | ngay (erg. ngath[a], ack. ngœna)         | ngay (erg. ngath[u], ack. ngœna)            | ngay (erg. ngath[a], ack. ngœna)                      | ka       | ka     |  |
| du och jag       | ngali               | ngœba [ngaba]                                    | ngœba [ngaba]                            | ngœba [ngaba]                               | ngœba [ngaba]                                         |          |        |  |
| vi (inkl. du)    | ngana               | ngalpa [stem: ngalpuni-]                         | ngalpa [stem: ngalpuni-]                 | ngalpa [stem: ngalpani-]                    | ngalpa [stem: ngalpani-]                              | mi       | mi     |  |
| vi två (inte du) | ngana(pulV)         | ngalbay [stem: ngalbayni-]                       | ngalbai [stem: ngalbaini-]               | ngalbay/ngalbe [stem: ngalbaini-/ngalbeni-] | ngalbe [stem: ngalbeni-]                              |          |        |  |
| vi (inte du)     | ngana               | ngœy (stem ngœlmu-]                              | ngœi (stem ngœlmu-]                      | ngœyi (stem ngœymu-]                        | ngœi (stem ngœimu-]                                   | ki       | ki     |  |
| du               | nyina               | ni (erg. nidh(a) , ack. nin(a)                   | ni (erg. nidh(a) , ack. nin(a)           | ngi (erg. ngidh(u) , ack. ngin(a)           | ngi (erg. ngidh(a) , ack. ngin(a)                     | ma       | ma     |  |
| ni två           | NHumpalV            | nipel [stem: nipeni-]                            | nipel [stem: nipeni-]                    | ngipel [stem: ngipeni-]                     | ngipel [stem: ngipeni-]                               |          |        |  |
| ni               | NHurra              | nitha [stem: nithamuni-]                         | nitha [stem: nithamuni-]                 | ngitha [stem: ngithamuni-]                  | ngitha [stem: ngithamuni-]                            | wa       | e (?)  |  |
| han              | NHu-                | nuy, erg. nuydh[a], ack. nuyn[a]                 | nui, erg. nuidh[a], ack. nuin[a]         | nui, erg. nuidh[u], ack. nuin[a]            | nui, erg. nuidh[a], ack. nuin[a]                      | e        | wa (?) |  |
| hon              | NHan-               | na, erg.nadh(a), ack. nan(a)                     | na, erg.nadh(a), ack. nan(a)             | na, erg.nadh(u), ack. nan(a)                | na, erg.nadh(a), ack. nan(a)                          |          |        |  |
| de två           | pula                | palay [stem: palamuni-]                          | palai [stem: palamuni-]                  | pale [stem: palamuni-]                      | palai [stem: palamuni-], Boigu pale [stem: palemuni-] |          |        |  |
| de               | THana               | thana [stem: thanamuni-]                         | thana [stem: thanamuni-]                 | thana [stem: thanamuni-]                    | thana [stem: thanamuni-]                              | wi       | i      |  |
| vem              | ngaany              | nga, erg. ngadh(a), ack. ngan(a)                 | nga, erg. ngadh(a), ack. ngan(a)         | nga, erg. ngadh(u), ack. ngan(a)            | nga, erg. ngadh(a), ack. ngan(a)                      | nale     | ?      |  |
| vad              | ------              | mi-, erg. midhikidh/midh(a)/ midhuy, ack. min(a) | mi-, erg. midhikidh/midh(a), ack. min(a) | mi-, erg. midhadh(u)/midh(u), ack. min(a)   | mi-, erg. midh(a), ack. min(a)                        | na-/nalu | ?      |  |
| var              | ------              | midhilaga/milaga                                 | milaga                                   | unaga/wœnaga/naga                           | ngalaga                                               | na-      | ?      |  |

## Fonologi
Kala Lagaw Ya är det enda australiska språk som innehar de alveolara frikativorna /s/ tonlös alveolar frikativa  och /z/ tonande alveolar frikativa. Emellertid har dessa också allofonerna /tʃ/ och /dʒ/. De senare nämnda är allofoner, då /s/ och /z/ förekommer i alla lägen, men /tʃ/ och /dʒ/ inte förekommer i ordslut. Språket är dessutom ett av få australiska språk med endast ett rhotiskt fonem, ett L och ett N. Den tidigaste nedtecknade dialekten, Kawalgaw Ya (Kowrareg), hade däremot två rhotiska fonem som förekom vanligtvis som /j/, /w/ och noll i de andra dialekterna och sällan som /r/. Alla granndialekter bibehåller /r/ i besläktade ord, som i till exempel:
"sayima" outrigger - Gamla Kawalgaw "sarima", Kiwai "harima" och Gudang "charima". 
Konsonanter:
| Frikativa           | Tonlös              | p | k | s | th | t |  |
| Frikativa           | Tonande             | b | g | z | dh | d |  |
| Nasal               | Nasal               | m | ŋ |   | n  |   |  |
| rhotic alveolar tap | rhotic alveolar tap |   |   |   |    | r |  |
| Lateral flap        | Lateral flap        |   |   |   | l  |   |  |
| Approximant         | Approximant         | w | w | y |    |   |  |

## Morfologi
Vad gäller morfologi ligger språket någonstans på kontinuumet mellan att vara ett agglutinerande och flekterande. Verb kan ha över 100 olika former för aspekt, tempus, diates, modus och numerus medan substantiv har de följande kasus: nominativ, ackusativ, instrumentalis, dativ, ablativ, specifikt lokativ, ospecifikt lokativ och globalt lokativ. Nominativa substantiv har också de följande avledda formerna: nekande, similativ, 'HA'-form (vilken också bildar pluralformen i nominativ- och ackusativsubstantivformer. ) samt resultativ.  Alla stammar slutar med vokaler eller halvvokaler förutom ett fåtal enstaviga ord som slutar med -r eller -l. 
Det finns två substantivklasser; Common Nominals (allmänna substantiv, demonstrativa, rums-, tids- med flera adverb) och Proper Nominals (egennamn, pronomen, släktskapsord). Den största skillnaden mellan de två klasserna är semantisk - Proper Nominals  har pronominella egenskaper och, i fråga om deklination, i lokativen.  Proper Nominals skiljer inte mellan de tre lokativa kasusen. 
Vanliga nominalböjningar (Kalau Kawau Ya dialekten)
| Kasus/Suffix | Hoe/Adze  | Plats/Hem | Kniv       | Vatten        | Mitten                                 | Här                                                         |
| ------------ | --------- | --------- | ---------- | ------------- | -------------------------------------- | ----------------------------------------------------------- |
| nom.         | pábu      | laag      | gi         | wœœr          | dhadh (endast sammanställningar)       | in (mas.), ina (fem), ipal (dualis), itha (pluralis)        |
| ack.         | pábu      | laag      | gi         | wœœr          | dhadh (endast sammanställningar)       | in (mas.), ina (fem), ipal (dualis), itha (pluralis)        |
| inst.        | pabun     | lagan     | ginu/gín   | wœrnu/wœran   | dhadhan                                | kedha; in (mas.), ina (fem), ipal (dualis), itha (pluralis) |
| gen.         | pabu      | lagau     | gingu      | wœrngu        | dhadhau                                | kœu                                                         |
| dat.         | pabupa    | lagapa    | gipa       | wœrpa         | dhadhapa                               | kœpa                                                        |
| abl.         | pabungu   | lagangu   | gingu      | wœrngu        | dhadhaz                                | kœzi                                                        |
| sp.lok.      | pabunu    | laganu    | gilai/ginu | wœrai/wœrnu   | dhadhal                                | in (mas.), ina (fem), ipal (dualis), itha (plural)          |
| n-sp-lok     | pabuya    | lagaya    | giya       | wœriya        | dhadhaya                               | inuki (mas.), inaki (fem), ipalki (dualis), ithaki (plural) |
| gl-lok.      | pabuyab   | lagayab   | giyab      | wœrab         | dhadhayab                              | kaiki                                                       |
| HA/Plural    | pabul(ai) | lagal(ai) | gilai      | wœrai         | dhadhal(ai) (endast sammanställningar) | -------                                                     |
| priv.        | pabugi    | lagagi    | gigi       | wœrgi         | dhadhagi (endast sammanställningar)    | -------                                                     |
| sim.         | pabudh(a) | lagadh(a) | gidha      | wœrdha/wœradh | dhadhadh(a)                            | kedha                                                       |
| res.         | pabuzi    | lagazi    | gizi       | wœrzi         | dhadhazi (compounds only)              | -------                                                     |

Personliga pronomen : Singularis
| Kasus/Suffix | jag/mig                               | du/dig      | han/den     | hon/den    | vem         | vad                          |
| ------------ | ------------------------------------- | ----------- | ----------- | ---------- | ----------- | ---------------------------- |
| nom.         | ngai                                  | ngi         | nui         | na         | nga         | mi- (miai, miza)             |
| ack.         | ngœna                                 | ngin        | nuin        | nan        | ngan        | mi- (miai, miza); min        |
| inst.        | ngath                                 | ngidh       | nuidh       | nadh       | ngadh       | midh (miaidu, mizœpun)       |
| gen.         | ngau (mas.), ngœzu (fem.)             | nginu       | nungu       | nanu       | ngœnu       | mingu (miaingu, mizœngu)     |
| dat.         | ngayapa                               | ngibepa     | nubepa      | nabepa     | ngabepa     | mipa (miaipa, mizœpa)        |
| abl.         | ngaungu(z) (mas.), ngœzungu(z) (fem.) | nginungu(z) | nungungu(z) | nanungu(z) | ngœnungu(z) | mingu(zi) (miaingu, mizœngu) |
| sp.lok.      | ngaibiya                              | ngibiya     | nubiya      | nabiya     | ngabiya     | miaide/miainu, mizœpunu      |
| n-sp-lok     | ngaibiya                              | ngibiya     | nubiya      | nabiya     | ngabiya     | miaiya, mizœpuya             |
| gl-lok.      | ngaibiya                              | ngibiya     | nubiya      | nabiya     | ngabiya     | miaiyab, mizœpuyab           |
| HA/Pluralis  | ----------                            | ----------  | ----------  | ---------- | ----------  | miaidel, mizœpul             |
| priv.        | ngaugi (mas.), ngœzugi (fem.)         | nginugi     | nungugi     | nanugi     | ngœnugi     | miaigi, mizœgi               |
| sim.         | ngaudh (mas.), ngœzudh (fem.)         | nginudh     | nungudh     | nanudh     | ngœnudh     | midh (miaidh, mizœpudh)      |
| res.         | ----------                            | ----------  | ----------  | ---------- | ----------  | miaizi, mizœzi               |

Personliga pronomen : Dualis
| Kasus/Suffix | vi två     | du och jag | ni två    | de två                        | vem-två            |
| ------------ | ---------- | ---------- | --------- | ----------------------------- | ------------------ |
| nom-ack-inst | ngalbe     | ngœba      | ngipel    | palai (Boigu pale)            | ngawal             |
| gen.         | ngalben    | ngœban     | ngipen    | palamun (Boigu palemun)       | (som i singularis) |
| dat.         | ngalbelpa  | ngœbalpa   | ngipelpa  | palamulpa (Boigu palemulpa)   | (som i singularis) |
| abl.         | ngalbelngu | ngœbalngu  | ngipelngu | palamulngu (Boigu palemulngu) | (som i singularis) |
| lok.         | ngalbeniya | ngœbaniya  | ngipeniya | palamuniya (Boigu palemuniya) | (som i singularis) |
| sim.         | ngalbedh   | ngœbadh    | ngipedh   | palamudh (Boigu palemudh)     | (som i singularis) |

Personliga pronomen : Pluralis
| Kasus/Suffix | vi (inte du/ni) | vi (ink. du) | ni           | de          | vem                |
| ------------ | --------------- | ------------ | ------------ | ----------- | ------------------ |
| nom-ack-inst | ngœi            | ngalpa       | ngitha       | thana       | ngaya              |
| gen.         | ngœimun         | ngalpan      | ngithamun    | thanamun    | (som i singularis) |
| dat.         | ngœimulpa       | ngalpalpa    | ngithamulpa  | thanamulpa  | (som i singularis) |
| abl.         | ngœimulngu      | ngalpalngu   | ngithamulngu | thanamulngu | (som i singularis) |
| lok.         | ngœimuniya      | ngalpaniya   | ngithamuniya | thanamuniya | (som i singularis) |
| sim.         | ngœimudh        | ngalpadh     | ngithamudh   | thanamudh   | (som i singularis) |

Personliga namn och släktskapsbegrepp
(Släktskapsbegrepp motsvarar sådana svenska släktskapsbegrepp som pappa och mamma, medan icke-släktskapsbegrepp motsvarar pappa och mamma; de senare två behandlas som allmänna substantiv i språket)
| Kasus/Suffix | Tom (mas.)  | Anai (fem.) | Pappa/Onkel | Ama Mamma/Tant |
| ------------ | ----------- | ----------- | ----------- | -------------- |
| nom-inst     | Tom         | Anai        | Báb         | Ama            |
| ack-gen.     | Toman       | Anaina      | Baban       | Amana          |
| dat.         | Tomalpa     | Anailpa     | Babalpa     | Amalpa         |
| abl.         | Tomalngu    | Anailngu    | Babalngu    | Amalngu        |
| lok.         | Tomaniya    | Anainiya    | Babaniya    | Amaniya        |
| HA/pluralis  | ----------- | ----------- | babal       | amal           |
| priv.        | ----------- | ----------- | babagi      | amagi          |
| sim.         | Tomadh      | Anaidh      | babadh      | amadh          |
| res.         | ----------- | ----------- | babazi      | amazi          |

## Ortografi
Det finns ingen reglerad standard stavning och tre lite olika ortografier används (som ofta blandas ihop). 
Det finns tre olika skriftsystem som används på språket: 
Loyalty Islands missionaries (grundat under 1870-talet): a, b, d, e, g, i, j, k, l, m, n, ng, o, ö, p, r, s, t, u, z, ibland också th, dh, dth, oe, ë, w, y, j, och ibland dubbelvokaler för att visa längd. Detta skriftsystem är starkt inspirerat av det som används på drehu språket. 
Klokheid och Bani (grundade under 1970- och 80-talen) : a, aa, b, d, dh, e, ee, g, i, ii, k, l, m, n, ng, o, oo, oe, ooe, p, r, s, t, th, u, uu, w, y, z
Saibai, Boigu, Dauan elever (grundat under 1970- och 80-talen) : a, b, d, dh, e, g, i, k, l, m, n, ng, o, oe, p, r, s, t, th, u, w, y, z (vokallängden representeras inte i detta system).
Inte bara använder folk dessa tre något olika skriftsystem utan dessutom skriver ord mer eller mindre som de uttalas. På grund av detta stavas ord ofta på olika sätt, som till exempel sena/sina det där, där, kothai/kothay/kothei/kothey/kothe bakhuvud. Variation av detta slag beror på ålder, släkt, ö samt andra faktorer som till exempel poetiskt tal. Ibland kan det vara svårt att avgöra vilken stavning är korrekt - olika människor har olika åsikter (och har ibland mycket starka åsikter). 
Trots att de äldres uttal prioriteras kan vissa människor faktiskt känna sig förolämpade om de anser att språket skrivs på fel sätt. Vissa insisterar på att missionskriftsystemet används medan andra insisterar på Baniskriftsystemet och ytterligare insisterar vissa på att använda KKY-skriftsystemet (Saibai osv.) medan även andra använder en blandning. 
En ordbok förbereds numera (Mitchell/Ober) som baseras på en mer detaljerade studie av språkets ytliga och underliggande fonologi, såväl som observationer av hur folk skriver i vardagslivet. Det är en blandning av mission och Kalau Kawau Ya ortografier tillsammans med diakritiska tecken (bokstäverna inom parentes) för att underlätta korrekt uttal med tanke på att många som använder ordboken inte kommer att kunna tala språket:
a (á), b, d, dh, e (é), g, i (í), k, l, m, n, ng, o (ò), œ, r, s, t, th, u (ú, ù), w, y, z